# Legea lui Grimm
Legea lui Grimm (de asemenea cunoscută și ca Primul schimb de sunet germanic sau Legea lui Rask), denumită după Jacob Grimm, este un set de afirmații referitoare la consoanele oclusive moștenite de către limbile proto-indo-europene în timp ce s-au dezvoltat în cadrul limbii proto-germanice (care este strămoșul comun al limbilor germanice) în primul mileniu î.Hr.
Legea stabilește o corespondență regulată dintre consoanele oclusive și consoanele fricative ale limbilor germanice timpurii și consoanele oclusive ale altor limbi centum indo-europene (Grimm s-a folosit în mare parte de latină și greacă pentru ilustrare). Legea lui Grimm este formată din trei părți, care reprezintă trei faze consecutive din cadrul schimbului fonetic în lanț:
1. Consoanele oclusive mute din limbile proto-indo-europene devin consoane fricative mute.
2. Consoanele oclusive sonore din limbile proto-indo-europene devin consoane oclusive mute.
3. Consoanele oclusive sonore aspirate din limbile proto-indo-europene devin consoane oclusive sonore sau fricative (ca alofone).

Schimbul fonetic poate fi reprezentat și astfel:
bʰ → b → p → ɸ
dʰ → d → t → θ
gʰ → g → k → x
gʷʰ → gʷ → kʷ → xʷ